# Верхньоіткулово
Верхньоітку́лово (рос. Верхнеиткулово, башк. Үрге Этҡол) — село у складі Ішимбайського району Башкортостану, Росія. Адміністративний центр Іткуловської сільської ради.
Населення — 888 осіб (2010; 879 в 2002).
Національний склад:
- башкири — 100%

## Видатні уродженці
- Акбутіна Альфія Нусуратівна — башкирська журналістка і перекладачка.